# AN/SQS-53
Das AN/SQS-53 ist eine aktiv/passive Sonaranlage für den Langstrecken-Einsatz auf Überwasserschiffen. Sie wird von den US-Konzernen General Electric und Raytheon hergestellt.

## Beschreibung

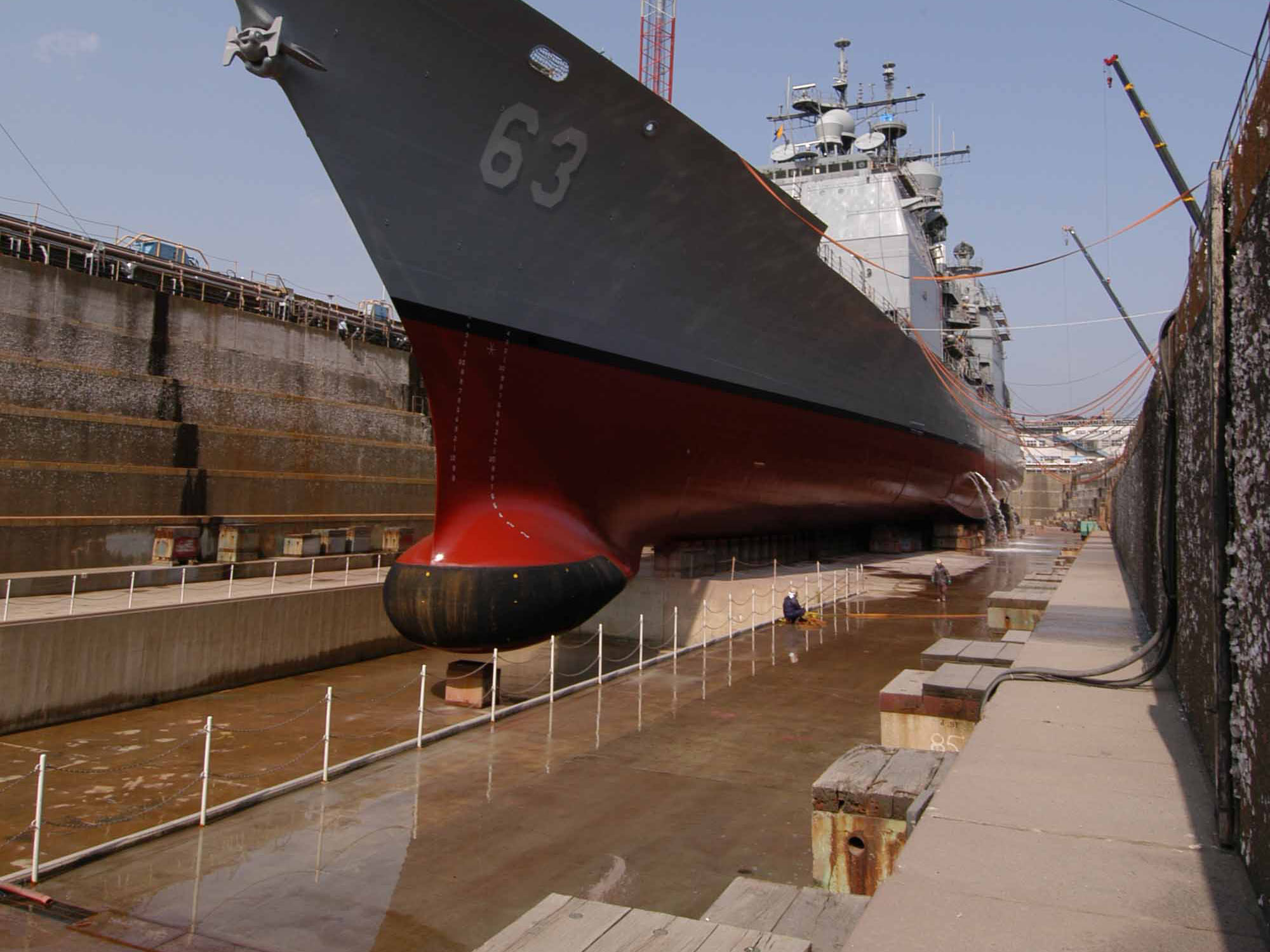
AN/SQS-53 des US-amerikanischen Kreuzers Cowpens

Bei dem SQS-53 handelt es sich um das leistungsfähigste Sonargerät, welches die US Navy auf Überwasserschiffen einsetzt. Im Grunde ist es eine weiter verbesserte Version des AN/SQS-26CX. Da es aber mit neuen U-Jagd-Systemen kompatibel ist, entschied man sich für eine neue Benennung. Das Sonar selbst wird meist in einem Hartgummi-Wulstbug untergebracht. Das System arbeitet im Tieffrequenzbereich und bietet eine 360°-Überwachung und ist Bestandteil des U-Jagdsystems AN/SQQ-89.

## Varianten
- AN/SQS-53A: Das Basismodell
- AN/SQS-53B: Durch verbesserte Computersysteme ist das SQS-53 das erste amerikanische Sonar, welches vollständig in die digitalen Gefechtssysteme des Schiffes integriert werden konnte. Des Weiteren kann es nun zur Unterwasserkommunikation („Gertrude“) und als aktive Gegenmaßnahme gegen akustisch gelenkte Torpedos eingesetzt werden. Auch wurde die Zuverlässigkeit der Anlage erhöht.
- AN/SQS-53C: Durch umfangreiche Modernisierungen an der Elektronik wurde deren Raumbedarf halbiert und gleichzeitig ihre Systemleistung signifikant erhöht. Weitere Verbesserungen an den Sonarkomponenten erlaubten nun die simultane Verfolgung von mehreren Zielen unter Berücksichtigung einer größeren Empfangsbandbreite und den gleichzeitigen Einsatz von aktivem und passivem Sonar. Des Weiteren wurde die Zuverlässigkeit und die Sendeleistung im aktiven Betrieb erhöht.
- AN/SQS-53D: Bei dieser Variante wurden viele Computersysteme durch neue und leistungsfähigere COTS-Hardware ersetzt.

## Plattformen
Vereinigte Staaten: Ticonderoga-Klasse, Arleigh-Burke-Klasse, Virginia-Klasse, Kidd-Klasse

## Technische Daten
- Abmessungen:
  - Breite: 4,8 m
  - Höhe: 1,6 m
- Frequenzbereich:
  - Passiv: 3 kHz
  - Aktiv: bis 192 kHz
- Abstrahlleistung: 160 kW